# Musée de la Gendarmerie nationale de Melun
Le Musée de la Gendarmerie nationale est un musée consacré à l'histoire de la Gendarmerie nationale française situé dans la ville de Melun en France.
Inauguré en 1946, il a été agrandi à plusieurs reprises. Fermé temporairement et entièrement réaménagé à partir de 2007 dans le cadre d'un protocole signé en 2005 entre le Ministère de la Défense, la Communauté d'agglomération Melun Val de Seine et la ville de Melun, il a rouvert en 2015 dans un bâtiment situé à proximité immédiate de l'école des officiers de la Gendarmerie nationale.
Ses collections comprennent plus de 30 000 objets, documents et photographies dont une photothèque de plus de 10 000 clichés.
Le musée met à la disposition des visiteurs et des chercheurs :
- une exposition permanente comprenant 2 000 objets, documents et photographies exposés sur 1 200 m2 ;
- un espace d'exposition temporaire de 200 m2 ;
- un centre de ressources documentaires de 135 m2 :
- une salle de conférence et de projection ;
- des ateliers pédagogiques.

Le haut conseil des musées de France a décerné l'appellation « Musée de France » au Musée de la gendarmerie nationale, le 14 janvier 2011.

## Expositions

### Exposition permanente
L’exposition permanente se développe sur le 1er et le 2e étages autour d'une grande vitrine suspendue, dans laquelle le visiteur découvre 44 silhouettes de gendarmes, treize chevaux, une moto et un vélo à travers le temps. Du Moyen Âge jusqu’à nos jours, des segments de collections racontent l’Histoire de la gendarmerie et plus largement l’Histoire de France.
Parmi les thèmes abordés, le visiteur peut découvrir la création des maréchaussées avec la guerre de Cent Ans, ancêtres de la gendarmerie nationale ; la révolution ; l’époque de la 1re République au 2d empire ; la 3e République ; les colonies et protectorats ; les deux guerres mondiales ; l’image du gendarme dans la société ; et la gendarmerie de 1945 à nos jours organisée en deux grandes subdivisions : la gendarmerie départementale dans laquelle on retrouve des spécialités comme l’identification criminelle et la gendarmerie mobile (maintien de l’ordre).

### Expositions temporaires
Depuis 2015, chaque année, une exposition temporaire aborde une thématique différente :
- 2016 : « La Grande guerre des gendarmes »
- 2017 : « Les sciences du crime »
- 2018 : « Les gendarmeries du monde »
- 2019 : « Des animaux et du gendarmes, que croyez-vous savoir ? »
- 2020 : « La Gendarmerie toute une histoire en Playmobil »
- 2020 : « Les gendarmes crèvent l’écran »
- 2021 : « En avant les métiers avec Playmobil ! »

## Fréquentation
| Année | Entrées gratuites | Entrées payantes | Total  |
| ----- | ----------------- | ---------------- | ------ |
| 2015  | 8 831             | 2 068            | 10 899 |
| 2016  | 11 822            | 11 055           | 22 877 |
| 2017  | 10 731            | 15 522           | 26 253 |